# Пођо Фаваро-Сан Бернардо (Ђенова)
Пођо Фаваро-Сан Бернардо је насеље у Италији у округу Ђенова, региону Лигурија.
Према процени из 2011. у насељу је живело 604 становника. Насеље се налази на надморској висини од 267 м.